# S3 (míssil)
S-3 foi uma linha de mísseis termonucleares da França, portavam ogivas nucleares com um rendimento de até 1,2 megaton.

## Design
O S-3 foi projetado para ter duas fases:

### Fase 1
Na primeira fase a um motor que carregava 940 kg de combustível que se queima em 71 segundos.

### Fase 2
Na segunda fase a um motor que carregava 6,015 kg de combustível que se queima em 58 segundos.

## Galeria
| {{{caption}}}          |
| Visão geral do míssil. |

| {{{caption}}}     |
| Primeiro estágio. |

| {{{caption}}}                   |
| Exaustores do primeiro estágio. |

| {{{caption}}}    |
| Segundo estágio. |

| {{{caption}}}                  |
| Exaustores do segundo estágio. |

| {{{caption}}}                    |
| Instrumentos do segundo estágio. |

| {{{caption}}} |
| Ogiva.        |

| {{{caption}}}          |
| Instrumentos da ogiva. |

| {{{caption}}}       |
| Unidade de inércia. |